# Molophilus (Austromolophilus) lewisianus
Molophilus (Austromolophilus) lewisianus is een tweevleugelige uit de familie steltmuggen (Limoniidae). De soort komt voor in het Australaziatisch gebied.